# 머나먼 서부
머나먼 서부(The Far Country)는 미국에서 제작된 안소니 만 감독의 1954년 영화이다. 제임스 스튜어트 등이 주연으로 출연하였고 애론 로젠버그 등이 제작에 참여하였다.

## 출연

### 주연
- 제임스 스튜어트
- 루스 로먼

### 조연
- 코린 칼베
- 월터 브레넌
- 존 맥킨타이어
- 제이 C. 플리펜
- 해리 모건

## 제작진
- 미술: 알렉산더 골릿즌
- 미술: 버나드 헤즈브런
- 의상: 제이 A. 몰리 주니어